# 六度相隔理論
《六度相隔理論》是香港女子偶像組合Lolly Talk的第八首單曲，第七首派台歌曲，也是該組合2024年第一首派台歌曲，於2024年2月1日發行。
歌曲推出後成為新城勁爆流行榜冠軍歌。

## 製作
《六度相隔理論》是首時長3分56秒的粵語流行曲，曲風為熱血輕快的日系搖滾。
歌曲由Lolly Talk及晚安莉莉成員吳倩怡自行作曲，並由雷暐樂填詞，由晚安莉莉的成員Chick Chan及Zarahn的成員Goro Wong編曲，Goro Wong監製。

## 音樂錄像
《六度相隔理論》MV於香港不同地方拍攝，包括上環、西環泳棚及元朗。

## 派台最高成績
| 榜單           | 最高名次 |
| -------------- | -------- |
| 903專業推介    | 11       |
| 中文歌曲龍虎榜 | 3        |
| 新城勁爆流行榜 | 1        |

## 外部連結
- YouTube上的六度相隔理論MV （页面存档备份，存于）